# Lucius Scribonius Libo (aedilis in 193 v.Chr.)
Lucius Scribonius Libo was een politicus ten tijde van de Romeinse Republiek.
Scribonius Libo was aedilis curulis in 193 v.Chr., samen met Aulus Atilius Serranus, die in 170 v.Chr. consul zou worden. Zij waren de aediles die de jaarlijkse Ludi Megalenses of Megalesia in Rome introduceerden. Dit zesdaagse festival met spelen ter ere van Magna Mater werd in 203 v.Chr. door Pessinus naar Rome gebracht, maar na dat jaar niet meer gevierd tot 193 v.Chr.
In 185 v.Chr. werd hij gekozen tot lid van het college (triumviratus) dat verantwoordelijk was voor de stichting van coloniae; het triumviri coloniae deducendae.